# ذعر 1910-1911
كان ذعر 1910-1911 ركودًا اقتصاديًّا طفيفًا أعقب تطبيق قانون شيرمان لمكافحة الاحتكار، الذي ينظم المنافسة بين الشركات، في محاولة لتجنب الاحتكارات، وبشكل عام، فشل السوق نفسها. استمر الذعر قصير الأمد لمدة عام تقريبًا وأدى إلى انخفاض مؤشر سوق الأسهم الأمريكية الرئيس بنسبة 26٪ تقريبًا. أثر في الغالب على سوق الأسهم وتجار الأعمال الذين كانوا منبهين لأنشطة منتهكي الثقة، خاصة مع تفكك شركة ستاندرد أويل وشركة شركة أمريكان توباكو [الإنجليزية].

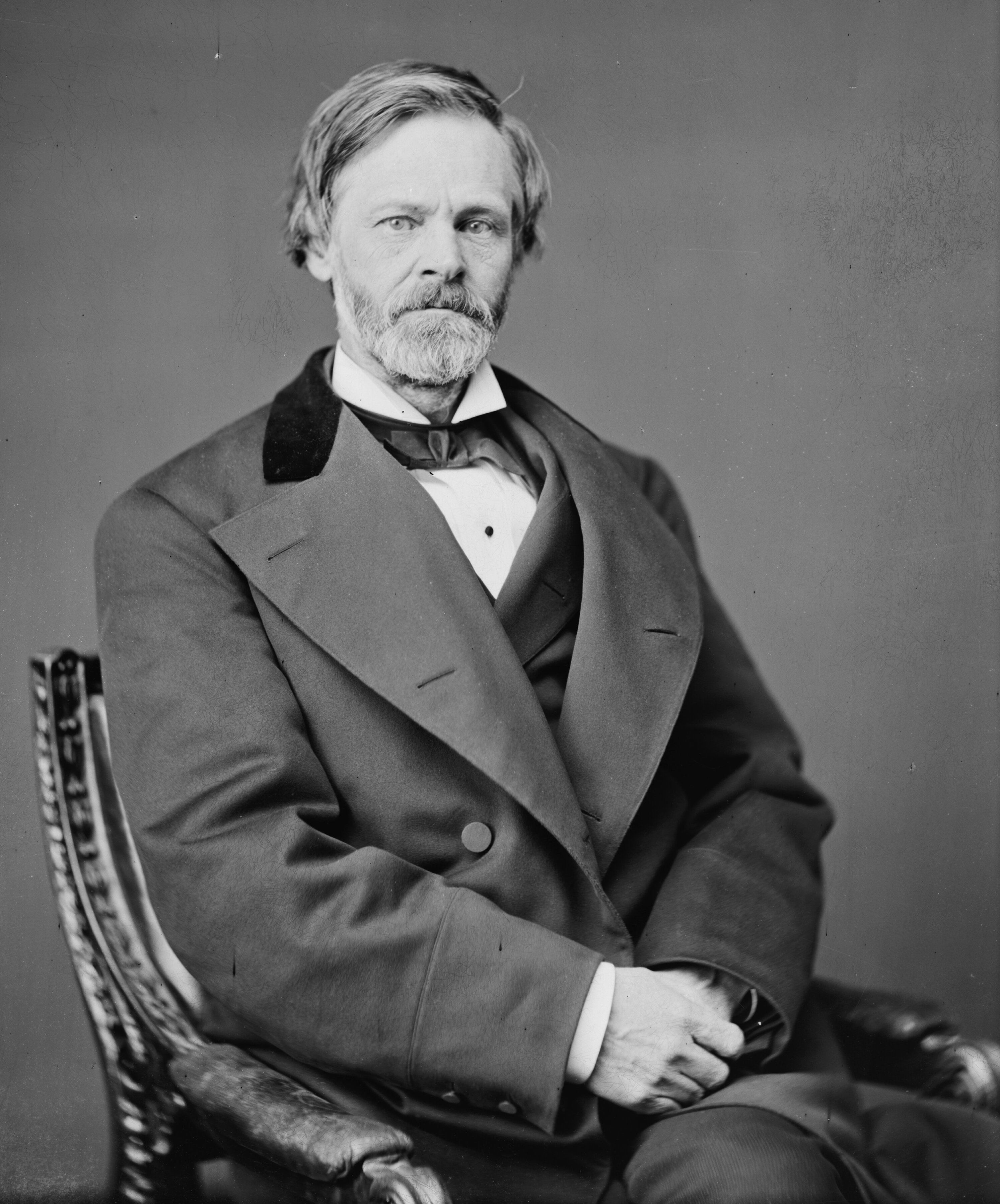
السناتور. جون شيرمان، المقدم الرئيس لقانون شيرمان، أو قانون مكافحة الاحتكار.